# Minerales óxidos

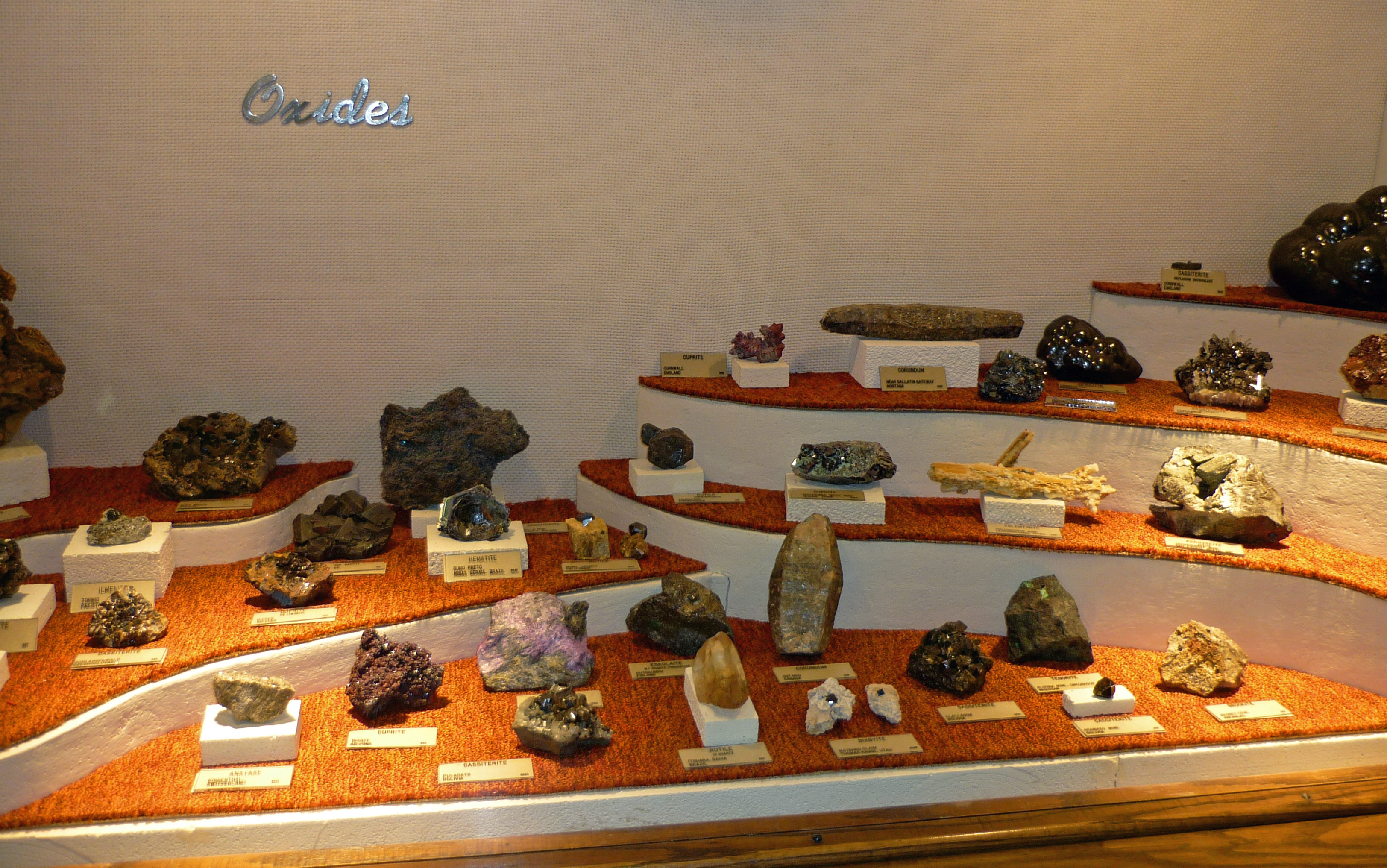
Minerales de la familia de los óxidos en el Museo de Geología de Dakota del Sur (USA)

La clase de los minerales óxidos e hidróxidos es una de las diez en que se clasifican los minerales según la clasificación de Strunz, asignándole el código 4 a este grupo.
En esta clase 04 se incluyen los siguientes tipos: óxidos, hidróxidos, vanadatos, arsenitos, antimonitos, bismutitos, sulfitos, selenitos, teluritos y yodatos.

## Divisiones
Se consideran 65 familias agrupadas en las 11 divisiones siguientes:

### 04.A - Metal:Oxígeno = 2:1 y 1:1
- 4.AA Catión:Anión (M:O) = 2:1 (y 1.8:1)
- 4.AB M:O = 1:1 (y por encima de 1:1.25); con cationes de tamaño solo pequeño a mediano
- 4.AC M:O = 1:1 (y por encima de 1:1.25); con grandes cationes

### 04.B - Metal:Oxígeno = 3:4 y similar
- 4.BA Con cationes de tamaño pequeño a mediano
- 4.BB Con cationes de tamaño solo medio
- 4.BC Con cationes de tamaño mediano a grande
- 4.BD Con cationes de tamaño solo grande

### 04.C - Metal:Oxígeno = 2:3, 3:5, y similar
- 4.CA Con pequeños cationes
- 4.CB Con cationes tamaño medio
- 4.CC Con cationes tamaño medio a grande

### 04.D - Metal:Oxígeno = 1:2 y similar
- 4.DA Con cationes pequeños: Familia de la sílice
- 4.DB Con cationes tamaño medio; cadenas de octaedros borde compartido
- 4.DC Con cationes tamaño medio; láminas de octaedros borde compartido
- 4.DD Con cationes tamaño medio; marcos de octaedros borde compartido
- 4.DE Con cationes tamaño medio; con diversos poliedros
- 4.DF Con cationes grandes a medianos; dímeros y trímeros de octaedros borde compartido
- 4.DG Con cationes grandes a medianos; cadenas y trímeros de octaedros borde compartido
- 4.DH Con cationes grandes a medianos; láminas y trímeros de octaedros borde compartido
- 4.DJ Con cationes grandes a medianos; marcos poliédricos
- 4.DK Con cationes grandes a medianos; estructuras túnel
- 4.DL Con cationes grandes a medianos; estructuras tipo fluorita
- 4.DM Con cationes grandes a medianos; no clasificados

### 04.E - Metal:Oxígeno ≤ 1:2
- 04.EA Óxidos con metal:oxígeno < 1:2 (M2O5, MO3)

### 04.F - Hidróxidos (sin V ni U)
- 4.FA Hidróxidos con OH, sin H2O; tetraedros esquina compartida
- 4.FB Hidróxidos con OH, sin H2O; octaedro aislado
- 4.FC Hidróxidos con OH, sin H2O; octaedro esquina compartida
- 4.FD Hidróxidos con OH, sin H2O; cadenas de octaedros borde compartido
- 4.FE Hidróxidos con OH, sin H2O; láminas de octaedros borde compartido
- 4.FF Hidróxidos con OH, sin H2O; poliedros diversos
- 4.FG Hidróxidos con OH, sin H2O; no clasificados
- 4.FH Hidróxidos con H2O +- (OH); octaedros aislados
- 4.FJ Hidróxidos con H2O +- (OH); octaedros de esquina compatida
- 4.FK Hidróxidos con H2O +- (OH); cadenas de octaedros de borde compartido
- 4.FL Hidróxidos con H2O +- (OH); láminas de octaedros de borde compartido
- 4.FM Hidróxidos con H2O +- (OH); no clasificados
- 4.FN Hidróxidos con H2O ±(OH); marcos de octaedros con esquinas y/o caras compartidas

### 04.G - Uranilo-hidróxidos
- 4.GA Sin cationes adicionales
- 4.GB Con cationes adicionales (K, Ca, Ba, Pb, etc.); sobre todo con poliedros pentagonales UO2(O,OH)5
- 4.GC Con cationes adicionales; sobre todo con poliedros hexagonales UO2(O,OH)6

### 04.H - V[5,6] Vanadatos
- 4.HA V[>4] Nesovanadatos
- 4.HB Uranilo Sorovanadatos
- 4.HC [6]-Sorovanadatos
- 4.HD Inovanadatos
- 4.HE Filovanadatos
- 4.HF Tectovanadatos
- 4.HG Óxidos de vanadio no clasificados

### 04.J - Arsenitos, antimonitos, bismutitos, sulfitos, selenitos, teluritos; yodatos
- 4.JA Arsenitos, antimonitos, bismutitos; sin aniones adicionales, sin H2O
- 4.JB Arsenitos, antimonitos, bismutitos; con aniones adicionales, sin H2O
- 4.JC Arsenitos, antimonitos, bismutitos; sin aniones adicionales, con H2O
- 4.JD Arsenitos, antimonitos, bismutitos; con aniones adicionales, con H2O
- 4.JE Sulfitos
- 4.JF Selenitos sin aniones adicionales, sin H2O
- 4.JG Selenitos con aniones adicionales, sin H2O
- 4.JH Selenitos sin aniones adicionales, con H2O
- 4.JJ Selenitos con aniones adicionales, con H2O
- 4.JK Teluritos sin aniones adicionales, sin H2O
- 4.JL Teluritos con aniones adicionales, sin H2O
- 4.JM Teluritos sin aniones adicionales, con H2O
- 4.JN Teluritos con aniones adicionales, con H2O

### 04.K - Yodatos: Pirámides trigonales [IO3] (sobre todo)
- 4.KA Yodatos sin aniones adicionales, sin H2O
- 4.KB Yodatos con aniones adicionales, sin H2O
- 4.KC Yodatos sin aniones adicionales, con H2O
- 4.KD Yodatos con aniones adicionales, con H2O

### 04.X - No clasificados
- 4.XX Desconocidos